# Heidi.
heidi.，是日本的一個视觉系乐团，成立于2006年。

## heidi. 成員介紹
- 姓名:義彥

生日:10月19日
血型: AB型
擔任: Vocal
- 姓名:桐

生日:9月27日
血型: O型
擔任: Drums
- 姓名:ナオ

生日:8月18日
血型: O型
擔任: Guitar
- 姓名:コースケ

生日:2月19日
血型: B型
擔任: Bass

## 历史
heidi.的第一次正式演出在2006年6月3日，主题为“生日”。并且推出第一首单曲《夕焼けと子供/マリア》。
2007年4月25日，随着第一首单曲的热卖，heidi.推出了他们的第一张专辑《渦奏》。
2008年5月4日，参加了“hide memorial summit”的演出，在同年10月23日，推出了第三张专辑《Panorama》。10月25日，在“V-rock festival”中表演，並在其官网上對全球网络直播。
2009年，heidi.和lynch及sadie共同进行了3次巡演。
2010年5月6日，发布新曲《予感》，这首歌与另一首单曲《∞循环》同为动画片《会长是女仆大人》的片尾曲。
2011年2月2日，heidi推出新单曲《月光ショータイム》，此曲是風間俊介主演电影《前橋ビジュアル系》的主题曲。同年9月21日，在其建成5周年之际又推出了迷你专辑《シックスセンス》。

## 唱片

### 专辑
- 《渦奏》，2007年4月25日发售
- 《イノセンス》，2008年4月30日发售
- 《パノラマ》，2009年9月23日发售
- 《閃光メロウ》，2010年10月6日发售

### 单曲
- 《夕焼けと子供/マリア》，2006年6月3日发售
- 《クローバー》，2006年11月15日发售
- 《シンクロ/ひゅるり》，2007年10月24日发售
- 《レム》，2008年2月14日发售
- 《オレンジドラマ》，2008年11月5日发售
- 《翼》，2009年5月20日发售
- 《予感》，2010年5月26日发售
- 《∞ループ》，2010年8月25日发售
- 《月光ショータイム》，2011年2月2日发售

### 迷你专辑
- 《慟哭》，2006年8月2日发售
- 《シックスセンス》，2011年9月21日发售

### live专辑
- 《Live Tour 2009 [Panorama]》，2010年3月10日发售（包含 CD 及 DVD）

## 外部連結
- 官网（页面存档备份，存于）